# Egon Scheibe
Egon Scheibe född 1908 i Bayern Tyskland död oktober 1998 i Tyskland var en tysk ingenjör och flygplanskonstruktör.
Scheibe studerade vid Tekniska högskolan i München och kom 1928 med i Akaflieg München, samma år lärde han sig segelflyga på Wasserkuppe. Scheibe räknas som den drivande kraften till den så kallade Münchenskolan, det vill säga segelflygplan byggda med en dukklädd flygkropp av svetsade stålrör och dukklädda trävingar. Han blev på kort tid en duktig pilot och med en Mü 6 genomförde han för den tiden en uppmärksammad 105 km lång sträckflygning till Regensburg. 1929 byggde han på flygutbildningen med ett motorflygcertifikat. 
Den första stora framgången som konstruktör kom 1932 med flygplanet Mü 10 Milan, som var ett högvingat segelflygplan med en flygkropp av svetsade stålrör och dukklädda trävingar. Med flygplanstypen slogs flera världsrekord. Nästa framgång för Scheibe blev Mü 13 som bland annat tillverkades vid Schwarzwald Flugzueugbau i Donaueschingen, flygplanet kom att bli ett av de vanligaste tävlingsflygplanen före kriget. Under kriget kom segelflygverksamheten att minska och Scheibe arbetade under Ernst Udet vid Avdelningen för Flygplansutveckling, som var en statlig samordning mellan militärmyndigheterna och den civila industrin.
När freden kom blev allt civilflyg i Tyskland förbjudet, men Scheibe började redan innan det blev tillåtet att segelflyga 1951, att konstruera den tvåsitsiga Mü 13e som provflögs i Österrike. Efterfrågan av flygplanet blev större än Scheibe kunde klar av på sin fabrik, och licensrättigheter såldes till andra fabriker. Ur Mü 13e utvecklades typerna Bergfalke II, Bergfalke II/55, Bergfalke III och Bergfalke IV som kom att bli standardflygplan vid segelflygutbildning i Sverige.
1958 konstruerade han Zugvogel IV som var ett högvingat segelflygplan i standardklassen, kroppen var som tidigare en svetsad stålrörskonstruktion men med en nyframtagen vinge i en NACA laminarprofil. Den internationellt mest framgångsrika piloten i en Zugvogel blev F 5 piloten Per-Axel Persson med ett VM-silver 1958.
Scheibe konstruerade sitt första motorflygplan SF 23 Sperling 1958, flygplanet byggdes i ett 30-tal exemplar, men den stora framgången kom 1963 när han konstruerade SF-25A Motorfalke. Flygplanskroppen var som vid tidigare konstruktioner en ramverk av svetsade stålrör och dukklädda trävingar. Grundmodellen utvecklades i en B och C variant med motorer från Stamo eller Limbach, med olika vingkonfigurationer. Förutom tillverkning vid Scheibe Flugzueugbau i Dachau har flygplanet licenstillverkats vid Slingsby i England och Sportavia Pützer i Tyskland i över 1000 exemplar.